# Diskografie Enriqua Iglesiase
Toto je seznam vydané diskografie španělského zpěváka Enriqua Iglesiase.

## Alba

### Studiová alba
| Název                                                                                   | Detaily o albu                                                                         | Umístění v hitparádách | Umístění v hitparádách | Umístění v hitparádách | Umístění v hitparádách | Umístění v hitparádách | Umístění v hitparádách | Umístění v hitparádách | Umístění v hitparádách | Umístění v hitparádách | Umístění v hitparádách | Certifikace |
| Název                                                                                   | Detaily o albu                                                                         | SPA                    | AUS                    | AUT                    | CAN                    | FRA                    | GER                    | NLD                    | SWI                    | UK                     | US                     | Certifikace |
| --------------------------------------------------------------------------------------- | -------------------------------------------------------------------------------------- | ---------------------- | ---------------------- | ---------------------- | ---------------------- | ---------------------- | ---------------------- | ---------------------- | ---------------------- | ---------------------- | ---------------------- | --- |
| Enrique Iglesias                                                                        | - Vydáno: 21. listopadu 1995 - Vydavatelství: Fonovisa                                 | 5                      | 188                    | —                      | —                      | —                      | —                      | 67                     | —                      | —                      | 148                    | - PROMUSICAE: 3× Platinum - RIAA: Platinum |
| Vivir                                                                                   | - Vydáno: 21. ledna 1997 - Vydavatelství: Fonovisa                                     | 3                      | 167                    | —                      | —                      | —                      | —                      | —                      | —                      | —                      | 33                     | - PROMUSICAE: Platinum - RIAA: Platinum |
| Cosas Del Amor                                                                          | - Vydáno: 22. září 1998 - Vydavatelství: Fonovisa                                      | 8                      | —                      | —                      | —                      | 60                     | —                      | 25                     | 16                     | —                      | 64                     | - PROMUSICAE: Platinum - RIAA: Gold |
| Enrique                                                                                 | - Vydáno: 23. listopadu 1999 - Vydavatelství: Interscope                               | 1                      | 11                     | 12                     | 4                      | 51                     | 7                      | 13                     | 3                      | 80                     | 33                     | - PROMUSICAE: 4× Platinum - ARIA: Platinum - BPI: Gold - BVMI: Platinum - IFPI SWI: Platinum - MC: 5× Platinum - RIAA: Platinum - SNEP: Gold                                   |
| Escape                                                                                  | - Vydáno: 30. října 2001 - Vydavatelství: Interscope                                   | 3                      | 1                      | 6                      | 1                      | 19                     | 3                      | 5                      | 4                      | 1                      | 2                      | - PROMUSICAE: Platinum - ARIA: 5× Platinum - BPI: 5× Platinum - BVMI: Platinum - IFPI AUT: Gold - IFPI SWI: 2× Platinum - MC: 5× Platinum - RIAA: 3× Platinum - RMNZ: Platinum |
| Quizás                                                                                  | - Vydáno: 17. září 2002 - Vydavatelství: Universal Music Latino                        | 1                      | —                      | —                      | 30                     | —                      | —                      | —                      | 41                     | 148                    | 12                     | - PROMUSICAE: Platinum - RIAA: Gold |
| 7                                                                                       | - Vydáno: 25. listopadu 2003 - Vydavatelství: Interscope                               | 31                     | 15                     | 48                     | —                      | 142                    | 27                     | 44                     | 11                     | 13                     | 31                     | - PROMUSICAE: Gold - ARIA: Platinum - BPI: Gold - IFPI SWI: Gold - MC: Platinum                                                                                                |
| Insomniac                                                                               | - Vydáno: 12. června 2007 - Vydavatelství: Interscope                                  | 8                      | 44                     | 14                     | —                      | 36                     | 14                     | 6                      | 8                      | 3                      | 17                     | - BPI: Gold |
| Euphoria                                                                                | - Vydáno: 6. července 2010 - Vydavatelství: Universal Republic, Universal Music Latino | 1                      | 5                      | 37                     | 12                     | 10                     | 87                     | 5                      | 4                      | 6                      | 10                     | - ARIA: Gold - BPI: Gold - MC: Gold - RIAA: 2× Platinum (Latin) - SNEP: Gold                                                                                                   |
| Sex and Love                                                                            | - Vydáno: 18. března 2014 - Vydavatelství: Republic Records, Universal Music Latino    | 1                      | 23                     | 38                     | 8                      | 33                     | 32                     | 27                     | 23                     | 11                     | 8                      | - PROMUSICAE: Gold - BPI: Silver - IFPI AUT: Gold - MC: Gold - RIAA: 2× Platinum (Latin) - SNEP: Gold                                                                          |
| Final (Vol. 1)                                                                          | - Vydáno: 17. září 2021 - Vydavatelství: Sony Music                                    | 45                     | —                      | —                      | —                      | —                      | —                      | —                      | 56                     | —                      | —                      | - MC: Gold - RIAA: 6× Platinum (Latin) |
| Final (Vol. 2)                                                                          | - Vydáno: 29. března 2024 - Vydavatelství: Sony Music                                  | 26                     | —                      | —                      | —                      | —                      | —                      | —                      | 40                     | —                      | —                      | - RIAA: Gold (Latin) |
| "—" značí, že se nahrávka neumístila v hitparádách nebo v tomto území ani nebyla vydána |                                                                                        |                        |                        |                        |                        |                        |                        |                        |                        |                        |                        | |

### Kompilační alba
| Remixes                                                                                 | - Vydáno: 5. května 1998 - Vydavatelství: Fonovisa                | —  | —  | — | —  | — | —  | — | —   | 11 |                                 |
| Bailamos Greatest Hits                                                                  | - Vydáno: 1. června 1999 - Vydavatelství: Fonovisa                | —  | —  | — | —  | — | —  | — | 65  | 1  | - RIAA: Gold                    |
| The Best Hits                                                                           | - Vydáno: 24. listopadu 1999 - Vydavatelství: Fonovisa            | —  | —  | — | —  | — | —  | — | 175 | 2  | - RIAA: Gold                    |
| 15 Kilates Musicales                                                                    | - Vydáno: 27. března 2001 - Vydavatelství: Fonovisa               | —  | —  | — | —  | — | —  | — | —   | —  |                                 |
| 95/08 Éxitos                                                                            | - Vydáno: 25. března 2008 - Vydavatelství: Universal Music Latino | 12 | —  | — | —  | — | —  | — | 18  | 1  | - RIAA: 2× Platinum (Latin)     |
| Greatest Hits                                                                           | - Vydáno: 11. listopadu 2008 - Vydavatelství: Interscope          | —  | 65 | 2 | 82 | 4 | 24 | 3 | 80  | —  | - BPI: 2× Platinum - SNEP: Gold |
| Greatest Hits                                                                           | - Vydáno: 4. října 2019 - Vydavatelství: Universal Music Latino   | 64 | —  | — | —  | — | —  | — | —   | 17 |                                 |
| "—" značí, že se nahrávka neumístila v hitparádách nebo v tomto území ani nebyla vydána |                                                                   |    |    |   |    |   |    |   |     |    |                                 |

## Singly

### Jako hlavní umělec
| Název                                                                                   | Rok  | Umístění v hitparádách | Umístění v hitparádách | Umístění v hitparádách | Umístění v hitparádách | Umístění v hitparádách | Umístění v hitparádách | Umístění v hitparádách | Umístění v hitparádách | Umístění v hitparádách | Umístění v hitparádách | Certifikace | Album            |
| Název                                                                                   | Rok  | SPA                    | AUS                    | AUT                    | CAN                    | FRA                    | GER                    | NL                     | SWI                    | UK                     | US                     | Certifikace | Album            |
| --------------------------------------------------------------------------------------- | ---- | ---------------------- | ---------------------- | ---------------------- | ---------------------- | ---------------------- | ---------------------- | ---------------------- | ---------------------- | ---------------------- | ---------------------- | --- | ---------------- |
| "Si Tú Te Vas"                                                                          | 1995 | —                      | —                      | —                      | —                      | 21                     | —                      | —                      | —                      | —                      | —                      | | Enrique Iglesias |
| "Experiencia Religiosa"                                                                 | 1996 | —                      | —                      | —                      | —                      | —                      | —                      | —                      | —                      | —                      | —                      | | Enrique Iglesias |
| "Por Amarte"                                                                            | 1996 | —                      | —                      | —                      | —                      | —                      | —                      | —                      | —                      | —                      | —                      | | Enrique Iglesias |
| "No Llores Por Mí"                                                                      | 1996 | —                      | —                      | —                      | —                      | —                      | —                      | —                      | —                      | —                      | —                      | | Enrique Iglesias |
| "Trapecista"                                                                            | 1996 | —                      | —                      | —                      | —                      | —                      | —                      | —                      | —                      | —                      | —                      | | Enrique Iglesias |
| "Enamorado Por Primera Vez"                                                             | 1997 | —                      | —                      | —                      | —                      | —                      | —                      | —                      | —                      | —                      | —                      | | Vivir            |
| "Sólo En Ti"                                                                            | 1997 | —                      | —                      | —                      | —                      | —                      | —                      | —                      | —                      | —                      | —                      | | Vivir            |
| "Miente"                                                                                | 1997 | —                      | —                      | —                      | —                      | —                      | —                      | —                      | —                      | —                      | —                      | | Vivir            |
| "Revolución"                                                                            | 1997 | —                      | —                      | —                      | —                      | —                      | —                      | —                      | —                      | —                      | —                      | | Vivir            |
| "Lluvia Cae"                                                                            | 1997 | —                      | —                      | —                      | —                      | —                      | —                      | —                      | —                      | —                      | —                      | | Vivir            |
| "Al Despertar"                                                                          | 1998 | —                      | —                      | —                      | —                      | —                      | —                      | —                      | —                      | —                      | —                      | | Vivir            |
| "Esperanza"                                                                             | 1998 | —                      | —                      | —                      | —                      | —                      | —                      | —                      | —                      | —                      | —                      | | Cosas Del Amor   |
| "Nunca Te Olvidaré"                                                                     | 1999 | —                      | —                      | —                      | —                      | —                      | —                      | —                      | —                      | —                      | —                      | | Cosas Del Amor   |
| "Bailamos"                                                                              | 1999 | 1                      | 13                     | 17                     | 2                      | 6                      | 10                     | 4                      | 8                      | 4                      | 1                      | - PROMUSICAE: Gold - ARIA: Gold - BPI: Gold - RMNZ: Gold - SNEP: Silver                                                                                                | Enrique          |
| "Rhythm Divine" / "Ritmo Total"                                                         | 1999 | 1                      | 36                     | 26                     | 7                      | 27                     | 24                     | 20                     | 11                     | 45                     | 32                     | - RMNZ: Gold | Enrique          |
| "Be with You" / "Sólo Me Importas Tú"                                                   | 2000 | 4                      | 36                     | 26                     | 2                      | 43                     | 20                     | 47                     | 21                     | —                      | 1                      | | Enrique          |
| "You're My #1" (feat. Sandy & Junior nebo Alsou nebo Valen Hsu)                         | 2000 | —                      | —                      | —                      | —                      | —                      | —                      | —                      | —                      | —                      | —                      | | Enrique          |
| "Could I Have This Kiss Forever" (s Whitney Houston)                                    | 2000 | 4                      | 12                     | 8                      | 8                      | 16                     | 5                      | 1                      | 1                      | 7                      | 52                     | - ARIA: Gold - BVMI: Gold - IFPI SWI: Gold - RMNZ: Gold - SNEP: Silver                                                                                                 | Enrique          |
| "Sad Eyes"                                                                              | 2000 | —                      | 104                    | —                      | 36                     | —                      | —                      | —                      | 43                     | —                      | —                      | | Enrique          |
| "Hero" / "Héroe"                                                                        | 2001 | 1                      | 1                      | 3                      | 1                      | 43                     | 3                      | 3                      | 1                      | 1                      | 3                      | - ARIA: 2× Platinum - BPI: 2× Platinum - BVMI: Gold - IFPI AUT: Gold - IFPI SWI: Platinum                                                                              | Escape           |
| "Escape" / "Escapar"                                                                    | 2002 | 9                      | 7                      | 5                      | —                      | —                      | 6                      | 3                      | 11                     | 3                      | 12                     | - ARIA: Platinum - BPI: Gold | Escape           |
| "Don't Turn Off the Lights" / "No Apagues La Luz"                                       | 2002 | —                      | 8                      | —                      | —                      | —                      | —                      | —                      | —                      | —                      | —                      | - ARIA: Gold | Escape           |
| "Love to See You Cry"                                                                   | 2002 | 19                     | 61                     | —                      | 17                     | 17                     | 53                     | 25                     | 35                     | 12                     | —                      | | Escape           |
| "Maybe"                                                                                 | 2002 | —                      | 41                     | —                      | —                      | —                      | 62                     | 21                     | 44                     | 12                     | —                      | | Escape           |
| "Mentiroso"                                                                             | 2002 | —                      | —                      | —                      | —                      | —                      | —                      | —                      | —                      | —                      | —                      | | Quizás           |
| "Quizás"                                                                                | 2002 | —                      | —                      | —                      | —                      | —                      | —                      | —                      | —                      | —                      | —                      | | Quizás           |
| "Para Qué La Vida"                                                                      | 2003 | —                      | —                      | —                      | —                      | —                      | —                      | —                      | —                      | —                      | —                      | | Quizás           |
| "Addicted" / "Adicto"                                                                   | 2003 | —                      | 43                     | 51                     | —                      | —                      | 31                     | 42                     | 34                     | 11                     | —                      | | 7                |
| "Not in Love" / "No Es Amor" (feat. Kelis)                                              | 2004 | —                      | 15                     | 36                     | —                      | 36                     | 14                     | 6                      | 14                     | 5                      | —                      | - ARIA: Gold | 7                |
| "Do You Know? (The Ping Pong Song)" / "Dímelo"                                          | 2007 | —                      | —                      | 8                      | 19                     | 9                      | 6                      | 2                      | 4                      | 3                      | 21                     | - BPI: Gold - BVMI: Gold | Insomniac        |
| "Somebody's Me" / "Alguien Soy Yo"                                                      | 2007 | —                      | —                      | —                      | 31                     | —                      | —                      | 48                     | —                      | —                      | —                      | | Insomniac        |
| "Tired of Being Sorry" (feat. Nâdiya) / "Amigo Vulnerable"                              | 2007 | —                      | —                      | —                      | 71                     | 1                      | 46                     | 3                      | 6                      | 20                     | —                      | - SNEP: Gold | Insomniac        |
| "Push" (feat. Lil Wayne)                                                                | 2008 | —                      | —                      | —                      | —                      | —                      | —                      | —                      | —                      | —                      | —                      | | Insomniac        |
| "¿Dónde Están Corazón?"                                                                 | 2008 | —                      | —                      | —                      | —                      | —                      | —                      | —                      | —                      | —                      | —                      | | 95/08 Éxitos     |
| "Lloro Por Ti" (feat. Wisin & Yandel)                                                   | 2008 | —                      | —                      | —                      | —                      | —                      | —                      | —                      | —                      | —                      | 91                     | | 95/08 Éxitos     |
| "Can You Hear Me"                                                                       | 2008 | —                      | 203                    | 17                     | —                      | 21                     | 14                     | 1                      | 2                      | —                      | —                      | | Greatest Hits    |
| "Away" (feat. Sean Garrett)                                                             | 2008 | —                      | 289                    | —                      | —                      | —                      | —                      | 49                     | —                      | —                      | —                      | | Greatest Hits    |
| "Takin' Back My Love" (feat. Ciara)                                                     | 2009 | —                      | 200                    | 19                     | —                      | 2                      | 9                      | 5                      | 23                     | 12                     | —                      | - BPI: Silver | Greatest Hits    |
| "Cuando Me Enamoro" (feat. Juan Luis Guerra)                                            | 2010 | 6                      | —                      | —                      | —                      | —                      | —                      | —                      | —                      | —                      | 89                     | - PROMUSICAE: Platinum | Euphoria         |
| "I Like It" (feat. Pitbull)                                                             | 2010 | 4                      | 2                      | 6                      | 1                      | 2                      | 10                     | 13                     | 6                      | 4                      | 4                      | - PROMUSICAE: Platinum - ARIA: 3× Platinum - BPI: Platinum - BVMI: Gold - IFPI AUT: Gold - IFPI SWI: Gold - MC: 3× Platinum - RIAA: 3× Platinum - RMNZ: Gold           | Euphoria         |
| "Heartbeat" (feat. Nicole Scherzinger)                                                  | 2010 | —                      | 5                      | —                      | 72                     | 4                      | —                      | 20                     | —                      | 8                      | —                      | - ARIA: 2× Platinum - BPI: Silver - RMNZ: Gold | Euphoria         |
| "No Me Digas Que No" (feat. Wisin & Yandel)                                             | 2010 | —                      | —                      | —                      | —                      | —                      | —                      | —                      | —                      | —                      | —                      | | Euphoria         |
| "Tonight (I'm Lovin' You)" (feat. Ludacris a DJ Frank E)                                | 2010 | 2                      | 2                      | 6                      | 3                      | 26                     | 12                     | 11                     | 4                      | 5                      | 4                      | - PROMUSICAE: Gold - ARIA: 2× Platinum - BPI: Gold - BVMI: Gold - IFPI AUT: Gold - MC: 3× Platinum - RIAA: 3× Platinum - RMNZ: Platinum                                | Euphoria         |
| "Dirty Dancer" (s Usher feat. Lil Wayne)                                                | 2011 | 20                     | 24                     | 14                     | 11                     | 99                     | 17                     | 25                     | 30                     | 21                     | 18                     | - ARIA: Platinum - MC: 2× Platinum - RIAA: Gold | Euphoria         |
| "Ayer"                                                                                  | 2011 | —                      | —                      | —                      | —                      | —                      | —                      | —                      | —                      | —                      | —                      | | Euphoria         |
| "I Like How It Feels" (feat. Pitbull a The WAV.s)                                       | 2011 | 14                     | 26                     | —                      | 11                     | —                      | —                      | 37                     | —                      | —                      | 74                     | - ARIA: Gold - MC: Platinum | Sex and Love     |
| "Finally Found You" (feat. Sammy Adams)                                                 | 2012 | 31                     | 33                     | —                      | 11                     | —                      | —                      | 54                     | —                      | —                      | 24                     | - ARIA: Platinum - RIAA: Gold | Sex and Love     |
| "Turn the Night Up"                                                                     | 2013 | 41                     | 54                     | —                      | 37                     | —                      | —                      | —                      | —                      | —                      | 61                     | | Sex and Love     |
| "Loco" (feat. Romeo Santos)                                                             | 2013 | 1                      | —                      | —                      | —                      | —                      | —                      | —                      | —                      | —                      | 80                     | - PROMUSICAE: Gold | Sex and Love     |
| "Heart Attack"                                                                          | 2013 | —                      | —                      | —                      | 83                     | —                      | —                      | —                      | —                      | —                      | 88                     | | Sex and Love     |
| "El Perdedor" (feat. Marco Antonio Solís)                                               | 2013 | —                      | —                      | —                      | —                      | —                      | —                      | —                      | —                      | —                      | 85                     | | Sex and Love     |
| "I'm a Freak" (feat. Pitbull)                                                           | 2014 | 17                     | 45                     | 39                     | 52                     | —                      | 56                     | —                      | —                      | 4                      | —                      | - BPI: Silver | Sex and Love     |
| "Bailando" (feat. Descemer Bueno a Gente de Zona)                                       | 2014 | 1                      | 52                     | 42                     | 19                     | 12                     | 31                     | 3                      | 4                      | 75                     | 12                     | - PROMUSICAE: 8× Platinum - ARIA: Gold - BPI: Platinum - BVMI: Gold - IFPI SWI: Platinum - MC: 2× Platinum - NVPI: Platinum - RIAA: 4× Platinum                        | Sex and Love     |
| "Noche y De Día" (feat. Yandel a Juan Magan)                                            | 2015 | 5                      | —                      | —                      | —                      | —                      | —                      | —                      | —                      | —                      | —                      | - PROMUSICAE: Platinum | Sex and Love     |
| "El Perdón" (s Nicky Jam)                                                               | 2015 | 1                      | —                      | 9                      | 85                     | 1                      | 8                      | 1                      | 1                      | —                      | 56                     | - PROMUSICAE: 6× Platinum - BPI: Silver - BVMI: 3× Gold - IFPI AUT: Gold - IFPI SWI: 3× Platinum - MC: 2× Platinum - RIAA: 27× Platinum (Latin) - SNEP: Diamond        | Fénix            |
| "Duele el Corazón" (feat. Wisin)                                                        | 2016 | 1                      | —                      | 6                      | —                      | 3                      | 8                      | 12                     | 1                      | —                      | 82                     | - PROMUSICAE: 6× Platinum - BPI: Silver - BVMI: Gold - IFPI AUT: Platinum - IFPI SWI: 4× Platinum - MC: Platinum - RIAA: 12× Platinum (Latin) - SNEP: Diamond          | Final (Vol. 1)   |
| "Súbeme la Radio" (feat. Descemer Bueno a Zion & Lennox)                                | 2017 | 1                      | 141                    | 7                      | 71                     | 8                      | 15                     | 10                     | 3                      | 10                     | 81                     | - PROMUSICAE: 5× Platinum - BPI: Platinum - BVMI: Platinum - IFPI AUT: Platinum - IFPI SWI: 4× Platinum - MC: 2× Platinum - RIAA: 4× Platinum (Latin) - SNEP: Platinum | Final (Vol. 1)   |
| "El Baño" (feat. Bad Bunny)                                                             | 2018 | 2                      | —                      | —                      | —                      | 100                    | —                      | —                      | 21                     | —                      | 98                     | - PROMUSICAE: Platinum - IFPI SWI: Gold - MC: Gold | Final (Vol. 1)   |
| "Nos Fuimos Lejos" (s Descemer Bueno feat. El Micha)                                    | 2018 | —                      | —                      | —                      | —                      | —                      | —                      | —                      | —                      | —                      | —                      | - RIAA: Platinum (Latin) | Singl bez alb    |
| "Move to Miami" (feat. Pitbull)                                                         | 2018 | 91                     | —                      | —                      | —                      | —                      | —                      | —                      | 81                     | —                      | —                      | - MC: Gold | Final (Vol. 1)   |
| "I Don't Dance (Without You)" (s Matoma feat. Konshens)                                 | 2018 | —                      | —                      | —                      | —                      | —                      | —                      | —                      | —                      | —                      | —                      | | One in a Million |
| "Después Que Te Perdí" (s Jon Z)                                                        | 2019 | —                      | —                      | —                      | —                      | —                      | —                      | —                      | —                      | —                      | —                      | | Singl bez alb    |
| "Me Pasé" (feat. Farruko)                                                               | 2021 | 74                     | —                      | —                      | —                      | —                      | —                      | 19                     | 75                     | —                      | —                      | - PROMUSICAE: Gold | Final (Vol. 1)   |
| "Pendejo"                                                                               | 2021 | —                      | —                      | —                      | —                      | —                      | —                      | —                      | —                      | —                      | —                      | | Final (Vol. 1)   |
| "Chasing the Sun"                                                                       | 2021 | —                      | —                      | —                      | —                      | —                      | —                      | —                      | —                      | —                      | —                      | | Final (Vol. 1)   |
| "Te Fuiste" (feat. Myke Towers)                                                         | 2021 | —                      | —                      | —                      | —                      | —                      | —                      | —                      | —                      | —                      | —                      | | Final (Vol. 1)   |
| "Espacio en Tu Corazón"                                                                 | 2022 | —                      | —                      | —                      | —                      | —                      | —                      | —                      | —                      | —                      | —                      | | Final (Vol. 2)   |
| "Asi Es La Vida" (s María Becerra)                                                      | 2023 | 25                     | —                      | —                      | —                      | —                      | —                      | —                      | —                      | —                      | —                      | - PROMUSICAE: 2× Platinum - RIAA: 3× Platinum (Latin) | Final (Vol. 2)   |
| "Fría" (s Yotuel)                                                                       | 2024 | —                      | —                      | —                      | —                      | —                      | —                      | —                      | —                      | —                      | —                      | | Final (Vol. 2)   |
| "Space in My Heart" (s Miranda Lambert)                                                 | 2024 | —                      | —                      | —                      | —                      | —                      | —                      | —                      | —                      | —                      | —                      | | Final (Vol. 2)   |
| "Tamo Bien" (s Pitbull a IAmChino)                                                      | 2025 | —                      | —                      | —                      | —                      | —                      | —                      | —                      | —                      | —                      | —                      | | Singl bez alb    |
| "—" značí, že se nahrávka neumístila v hitparádách nebo v tomto území ani nebyla vydána |      |                        |                        |                        |                        |                        |                        |                        |                        |                        |                        | |                  |

### Jako vedlejší umělec
| "To Love a Woman" (Lionel Richie feat. Enrique Iglesias)                                | 2003 | —  | —  | 50 | —  | —   | 52 | 14 | —  | — |  | Encore                    |
| "Gracias a Tí" (Wisin & Yandel feat. Enrique Iglesias)                                  | 2009 | —  | —  | —  | —  | —   | —  | —  | —  | 1 |  | La Revolución             |
| "We Are the World 25 for Haiti" (jako Artists for Haiti)                                | 2010 | 15 | 18 | —  | 7  | 7   | —  | —  | 2  | — |  | Singl bez alb             |
| "Naked" (Dev s Enrique Iglesias)                                                        | 2011 | —  | —  | —  | 54 | —   | —  | —  | 99 | — |  | The Night the Sun Came Up |
| "I Like" (The Remix) (Pitbull feat. Enrique Iglesias a Afrojack)                        | 2012 | —  | —  | —  | —  | —   | —  | —  | —  | — |  | Singl bez alb             |
| "Messin' Around" (Pitbull feat. Enrique Iglesias)                                       | 2016 | 49 | —  | —  | 51 | —   | —  | —  | 64 | — |  | Climate Change            |
| "Don't You Need Somebody" (RedOne feat. Enrique Iglesias, R.City, Sereyah a Shaggy)     | 2016 | 18 | —  | —  | —  | 150 | —  | 19 | —  | — |  | Singly bez alb            |
| "Lalala" (Remix) (Y2K a bbno$ feat. Enrique Iglesias a Carly Rae Jepsen)                | 2019 | —  | —  | —  | —  | —   | —  | —  | —  | — |  | Singly bez alb            |
| "—" značí, že se nahrávka neumístila v hitparádách nebo v tomto území ani nebyla vydána |      |    |    |    |    |     |    |    |    |   |  |                           |

### Promo singly
| "Muñeca Cruel"                                                                          | 1996 | —  | —  | —  | Enrique Iglesias |
| "La Chica De Ayer"                                                                      | 2002 | —  | —  | —  | Quizás           |
| "Beautiful" (feat. Kylie Minogue)                                                       | 2014 | 47 | —  | —  | Sex and Love     |
| "There Goes My Baby" (feat. Flo Rida)                                                   | 2014 | —  | 57 | 50 | Sex and Love     |
| "Let Me Be Your Lover" (feat. Pitbull)                                                  | 2014 | —  | —  | —  | Sex and Love     |
| "—" značí, že se nahrávka neumístila v hitparádách nebo v tomto území ani nebyla vydána |      |    |    |    |                  |

## Další umístěné písně
| Název                                              | Rok  | Umístění v hitparádách | Umístění v hitparádách | Umístění v hitparádách | Umístění v hitparádách | Umístění v hitparádách | Certifikace            | Album      |
| Název                                              | Rok  | SPA                    | CAN                    | SWI                    | US                     | US Latin               | Certifikace            | Album      |
| -------------------------------------------------- | ---- | ---------------------- | ---------------------- | ---------------------- | ---------------------- | ---------------------- | ---------------------- | ---------- |
| "Come n Go" (s Pitbull)                            | 2011 | —                      | 76                     | —                      | —                      | —                      |                        | Planet Pit |
| "Fútbol y Rumba" (Anuel AA feat. Enrique Iglesias) | 2020 | 6                      | —                      | 96                     | —                      | 8                      | - PROMUSICAE: Platinum | Emmanuel   |

## Spoluumělec
| Název                 | Rok  | Další umělec                                                              | Album                              |
| --------------------- | ---- | ------------------------------------------------------------------------- | ---------------------------------- |
| "The Power of Peace"  | 1996 | Gerald Levert, Chris de Burgh, Oleta Adams, Aretha Franklin, Peabo Bryson | Power of Peace: In Support of CARE |
| "Miss You"            | 2008 | Nâdiya                                                                    | Électron Libre                     |
| "It Must Be Love"     | 2010 | žádné                                                                     | Download To Donate For Haiti       |
| "How To Love" (Remix) | 2011 | Lil Wayne                                                                 | žádné                              |
| "It Must Be Love"     | 2011 | žádné                                                                     | Download To Donate For Haiti V2.0  |
| "Addicted" (Remix)    | 2011 | žádné                                                                     | Download To Donate: Tsunami Relief |
| "Tchu Tchu Tcha"      | 2012 | Pitbull                                                                   | Global Warming                     |

## Videoklipy
| Rok  | Video                                                                                          | Album                       | Režisér                                     |
| ---- | ---------------------------------------------------------------------------------------------- | --------------------------- | ------------------------------------------- |
| 1995 | "Si Tú Te Vas"                                                                                 | Enrique Iglesias            | Jon Small                                   |
| 1996 | "Experiencia Religiosa"                                                                        | Enrique Iglesias            | Jon Small                                   |
| 1996 | "Trapecista"                                                                                   | Enrique Iglesias            | Jon Small                                   |
| 1997 | "Enamorado Por Primera Vez"                                                                    | Vivir                       | Jane Simpson                                |
| 1997 | "Sólo En Ti"                                                                                   | Vivir                       | Fernan Martínez                             |
| 1997 | "Mystical Experience" (Cameo umělec, s Boyzone)                                                | A Different Beat (US verze) | -                                           |
| 1998 | "Esperanza"                                                                                    | Cosas Del Amor              | Jaume Collet-Serra                          |
| 1999 | "Nunca Te Olvidaré"                                                                            | Cosas Del Amor              | Julián Pastor                               |
| 1999 | "Ruleta Rusa"                                                                                  | Cosas Del Amor              | J.C. Barros                                 |
| 1999 | "Wild Wild West" (Cameo umělec, s Will Smith)                                                  | Wild Wild West Soundtrack   | Paul Hunter                                 |
| 1999 | "Bailamos" (původní verze)                                                                     | Cosas Del Amor              | Christophe Gstalder                         |
| 1999 | "Bailamos" (Wild Wild West verze)                                                              | Cosas Del Amor              | Nigel Dick                                  |
| 1999 | "Bailamos" (třetí verze)                                                                       | Cosas Del Amor              | Paul Hunter                                 |
| 1999 | "Rhythm Divine" / "Ritmo Total"                                                                | Enrique                     | Francis Lawrence                            |
| 2000 | "Be with You" / "Sólo Me Importas Tú"                                                          | Enrique                     | Dave Meyers                                 |
| 2000 | "Could I Have This Kiss Forever" (s Whitney Houston)                                           | Enrique                     | Francis Lawrence                            |
| 2000 | "Sad Eyes" / "Más Es Amar"                                                                     | Enrique                     | David LaChapelle                            |
| 2000 | "You're My #1" (feat. Sandy & Junior)                                                          | Enrique                     | -                                           |
| 2000 | "You're My #1" (feat. Valen Hsu)                                                               | Enrique                     | -                                           |
| 2000 | "You're My #1" (feat. Alsou)                                                                   | Enrique                     | -                                           |
| 2001 | "Hero" / "Héroe"                                                                               | Escape                      | Joseph Kahn                                 |
| 2002 | "Escape"                                                                                       | Escape                      | Dave Meyers                                 |
| 2002 | "Don't Turn Off the Lights" (první verze a druhá verze)                                        | Escape                      | Marc Klasfeld                               |
| 2002 | "Love to See You Cry" (původní verze, francouzská verze and remix)                             | Escape                      | Matthew Rolston                             |
| 2002 | "Maybe"                                                                                        | Escape                      | Simon Brand                                 |
| 2002 | "Mentiroso"                                                                                    | Quizás                      | Simon Brand                                 |
| 2002 | "Quizás"                                                                                       | Quizás                      | Simon Brand                                 |
| 2003 | "Para Qué la Vida"                                                                             | Quizás                      | Simon Brand                                 |
| 2003 | "To Love a Woman" (s Lionel Richie)                                                            | Escape                      | Simon Brand                                 |
| 2003 | "Addicted" (americká verze a britská verze)                                                    | 7                           | Peter Berg                                  |
| 2003 | "Adicto"                                                                                       | 7                           | Peter Berg                                  |
| 2004 | "Not in Love" (feat. Kelis)                                                                    | 7                           | Jake Nava                                   |
| 2007 | "Do You Know? (The Ping Pong Song)" / "Dímelo"                                                 | Insomniac                   | Jessy Terrero                               |
| 2007 | "Somebody's Me" / "Alguien Soy Yo"                                                             | Insomniac                   | Anthony Mandler                             |
| 2007 | "Tired of Being Sorry"                                                                         | Insomniac                   | Jessy Terrero                               |
| 2008 | "Push" (feat. Lil Wayne / Prophet)                                                             | Insomniac                   | Billy Woodruff                              |
| 2008 | "Can You Hear Me"                                                                              | Greatest Hits               | Paul Minor                                  |
| 2008 | "Tired of Being Sorry (Laisse Le Destin L'emporter)" (feat. Nâdiya)                            | Électron Libre              | -                                           |
| 2008 | "Away" (feat. Sean Garrett)                                                                    | Greatest Hits               | Anthony Mandler                             |
| 2008 | "¿Dónde Están Corazón?"                                                                        | [95/08 Éxitos               | Paul Minor                                  |
| 2008 | "Lloro Por Ti" (původní verze a remix feat. Wisin & Yandel)                                    | [95/08 Éxitos               | Paul Minor                                  |
| 2009 | "Takin' Back My Love" (feat. Ciara / Sarah Connor)                                             | Greatest Hits               | Ray Kay                                     |
| 2009 | "Gracias a Ti" (Remix, s Wisin & Yandel)                                                       | La Revolución: Evolution    | Jessy Terrero                               |
| 2010 | "Cuando Me Enamoro" (feat. Juan Luis Guerra)                                                   | Euphoria                    | Jessy Terrero                               |
| 2010 | "I Like It" (feat. Pitbull)                                                                    | Euphoria                    | Wayne Isham                                 |
| 2010 | "I Like It" (Jersey Shore verze, feat. Pitbull)                                                | Euphoria                    | David Rousseau                              |
| 2010 | "Heartbeat" (původní verze feat. Nicole Scherzinger a 'India Mix' verze feat. Sunidhi Chauhan) | Euphoria                    | Hiro Murai                                  |
| 2010 | "No Me Digas Que No" (púvodní verze feat. Wisin & Yandel a sólo verze)                         | Euphoria                    | Jessy Terrero                               |
| 2010 | "Tonight I'm F**kin' You" (textové video, feat. Ludacris a DJ Frank E)                         | Euphoria                    | -                                           |
| 2010 | "Tonight I'm F**kin' You" / "Tonight I'm Lovin' You" (feat. Ludacris a DJ Frank E)             | Euphoria                    | BBGun & Parris                              |
| 2011 | "Dirty Dancer" (feat. Usher a Lil Wayne)                                                       | Euphoria                    | Yasha Malekzad, Jeff Dotson and Ethan Lader |
| 2011 | "Ayer"                                                                                         | Euphoria                    | Evan Winter                                 |
| 2011 | "I Like How It Feels" (feat. Pitbull & The WAV.s)                                              | Sex and Love                | Enrique Iglesias                            |
| 2011 | "Naked" (s Dev)                                                                                | The Night the Sun Came Up   | BBGun                                       |
| 2012 | "Finally Found You" (Lyric video, featuring Sammy Adams)                                       | Sex and Love                | -                                           |
| 2012 | "Tchu Tchu Tcha" (The Global Warming Listening Party video, s Pitbull)                         | Global Warming              | Don Tyler                                   |
| 2012 | "Finally Found You" (feat. Sammy Adams / Daddy Yankee)                                         | Sex and Love                | Diego Hurtado de Mendoza                    |
| 2013 | "Turn the Night Up" (Fan verze)                                                                | Sex and Love                | Lior Molho                                  |
| 2013 | "Turn the Night Up"                                                                            | Sex and Love                | Yasha Malekzad                              |
| 2013 | "Loco" (feat. Romeo Santos)                                                                    | Sex and Love                | Yasha Malekzad                              |
| 2013 | "Heart Attack" (textové video)                                                                 | Sex and Love                | -                                           |
| 2013 | "Heart Attack"                                                                                 | Sex and Love                | Colin Tilley                                |
| 2014 | "El Perdedor" (původní verze a Bachata verze, feat. Marco Antonio Solís)                       | Sex and Love                | Jessy Terrero                               |
| 2014 | "I'm a Freak" (feat. Pitbull)                                                                  | Sex and Love                | Colin Tilley                                |
| 2014 | "I'm a Freak" (textové video, feat. Pitbull)                                                   | Sex and Love                | -                                           |
| 2014 | "Bailando" (feat. Descemer Bueno a Gente de Zona)                                              | Sex and Love                | Alejandro Pérez                             |
| 2014 | "Bailando" (anglická verze, feat. Sean Paul, Descemer Bueno a Gente de Zona)                   | Sex and Love                | Alejandro Pérez                             |
| 2014 | "Bailando" (brazilská verze, feat. Luan Santana, Descemer Bueno a Gente de Zona)               | Sex and Love                | Alejandro Pérez                             |
| 2014 | "Bailando" (portugalská verze, feat. Mickael Carreira, Descemer Bueno a Gente de Zona)         | Sex and Love                | Alejandro Pérez                             |
| 2014 | "Bailando" (portugalská verze textové video, feat. Luan Santana)                               | Sex and Love                | -                                           |
| 2014 | "Bailando" (brazilská verze textové video, feat. Mickael Carreira)                             | Sex and Love                | -                                           |
| 2015 | "Let Me Be Your Lover" (feat. Pitbull)                                                         | Sex and Love                | Alejandro Pérez                             |
| 2015 | "Noche y Dia" (vydáno jako "Noche y de Dia", feat. Yandel a Juan Magan)                        | Sex and Love                | Alejandro Pérez                             |
| 2015 | "El Perdón/Forgiveness" (s Nicky Jam)                                                          |                             | Jonathan Craven a Darren Craig              |
| 2016 | "Messin' Around" (s Pitbull)                                                                   | Climate Change              | David Rousseau                              |
| 2016 | "Duele El Corazon" (feat. Wisin)                                                               |                             | Alejandro Pérez                             |
| 2017 | "Súbeme La Radio" (feat. Descemer Bueno a Zion & Lennox)                                       |                             | Alejandro Pérez                             |
| 2018 | "El Baño" (feat. Bad Bunny)                                                                    |                             | Enrique Iglesias a Maxim Bohichik           |
| 2018 | "Nos Fuimos Lejos" (s Descemer Bueno feat. El Micha)                                           |                             | Pedro Vázquez                               |
| 2018 | "Move to Miami" (feat. Pitbull)                                                                |                             | Fernando Lugo                               |
| 2019 | "Después Que Te Perdí" (s Jon Z)                                                               |                             | Alejandro Pérez                             |
| 2023 | "Así Es La Vida" (s María Becerra)                                                             |                             | Maxim Bohichik                              |